# Jérez del Marquesado
Jérez del Marquesado es una localidad y municipio español situado en la parte suroccidental de la comarca de Guadix, en la provincia de Granada, comunidad autónoma de Andalucía. Limita con los municipios de Cogollos de Guadix, Albuñán, Valle del Zalabí, Alquife, Lanteira, Bérchules, Trevélez, Güéjar Sierra y Lugros. Cuenta con una población de 990 habitantes (INE 2024). En su término nace y discurre el río Verde.

## Toponimia
El nombre de Jérez proviene del árabe Xeriz, que fue durante mucho tiempo la población más importante del Sened, que significa "falda, subida, cuesta del monte", en referencia al declive de Sierra Nevada, después Marquesado del Zenete, gracias a su situación junto a importantes yacimientos mineros y en una vega fértil.

## Historia

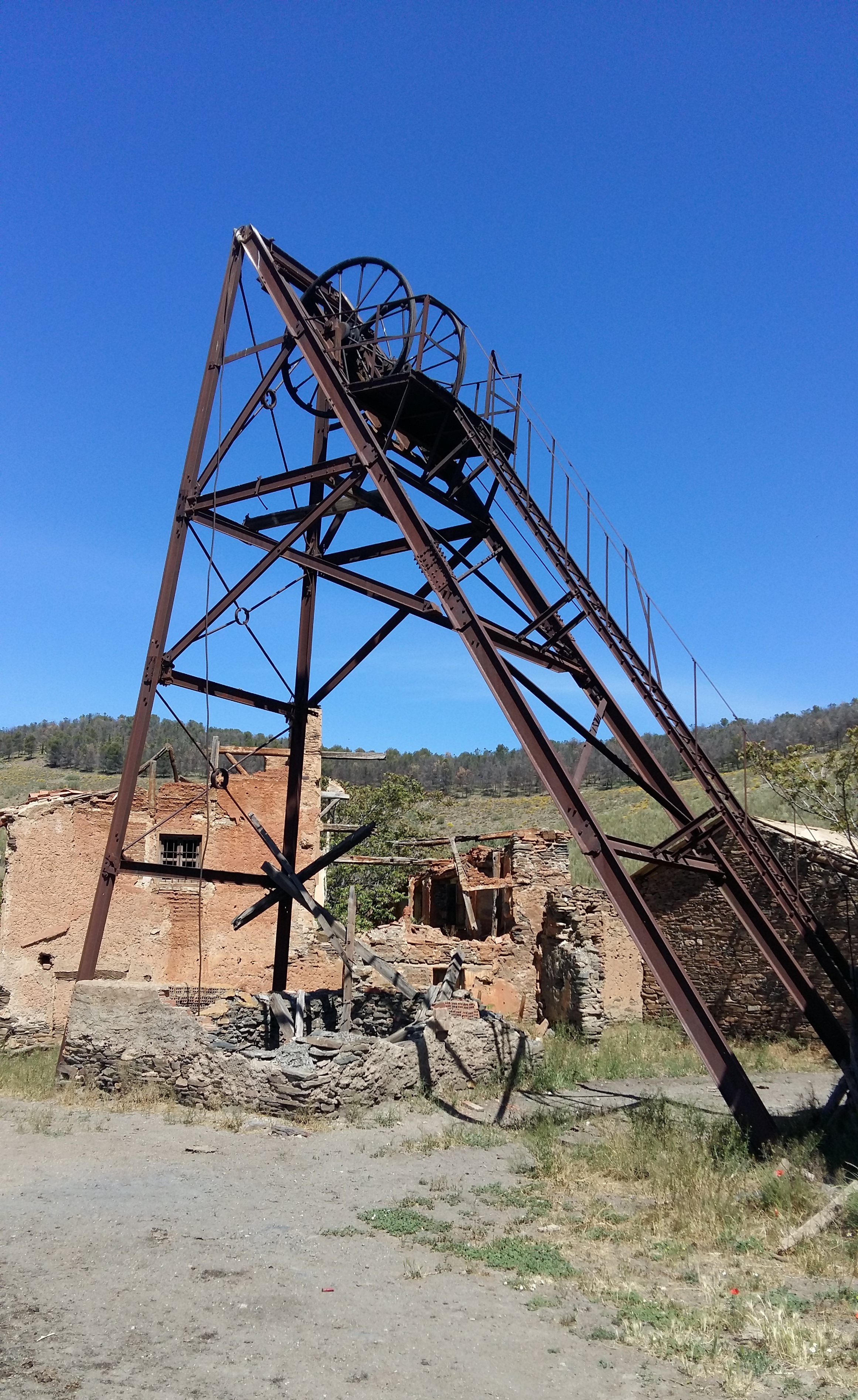
Castillete en el paisaje minero de Santa Constanza

Sus orígenes se remontan a época prehistórica, concretamente a la cultura de El Argar con restos del neolítico, con explotaciones mineras de la Edad del Bronce que continúan en época romana.
En época romana la población recibiría el nombre de Sericus o Sericis a lo que los árabes denominarían Mecina o Alcázar (castillo) y Xeriz (Seda) por la convivencia de dos poblados. Mecina, el antiguo indígena y Xeriz, el musulmán. El predominio del segundo y la integración del primero lo lleva en el siglo XII por su abundancia de agua a ser una importante alquería donde los reyes nazaríes de Granada poseían amplias propiedades.
En 1960 un avión DC-4 (R5D-3) de la US Navy se estrelló en las faldas de Sierra Nevada en Jérez del Marquesado.

## Demografía
Jerez del Marquesado cuenta con una población de 990 habitantes (INE 2024).
| Gráfica de evolución demográfica de Jerez del Marquesado entre 1842 y 2021                                          |
| |
| Población de derecho según los censos de población del INE Población de hecho según los censos de población del INE |

## Economía
Principalmente agraria, más concretamente basada en el cultivo de cereales y almendro. Se da también la ganadería bovina, ovina y porcina. Antiguamente gran parte de la economía dependía directamente de las minas que aportaban trabajo a gran parte del Marquesado del Zenete. Una de ellas es la Mina de Santa Constanza, de la que se extraía cobre, situada dentro del territorio municipal. La otra era la Mina de Alquife, de la que se extrajo hierro hasta su cierre en junio de 1997. Esta última fue reabierta en 2020.

### Evolución de la deuda viva municipal
| Gráfica de evolución de Deuda viva del Ayuntamiento de Jérez del Marquesado entre 2008 y 2019                                |
| |
| Deuda viva del Ayuntamiento de Jérez del Marquesado en miles de Euros según datos del Ministerio de Hacienda y Ad. Públicas. |

## Cultura

### Patrimonio
Su casco urbano alberga un importante conjunto de casas moriscas, molinos y los restos de dos fortificaciones medievales, así como una destacable iglesia mudéjar en la comarca.
Se conservan restos de una fortaleza de la época nazarí y restos de varias fortalezas medievales, todas ellas de planta rectangular.
Se conservan también restos de baños árabes junto a la iglesia mudéjar.
Posteriores son la Cruz Blanca de las Eras, junto a la balsa, estanque de agua para el riego de sus huertas, conmemoración de la visita de los Reyes Católicos en 1489 y la iglesia mudéjar del siglo XVI con un artesonado de esta época y una portada mezcla de gustos cristianos y reminiscencias moriscas en el uso del ladrillo.

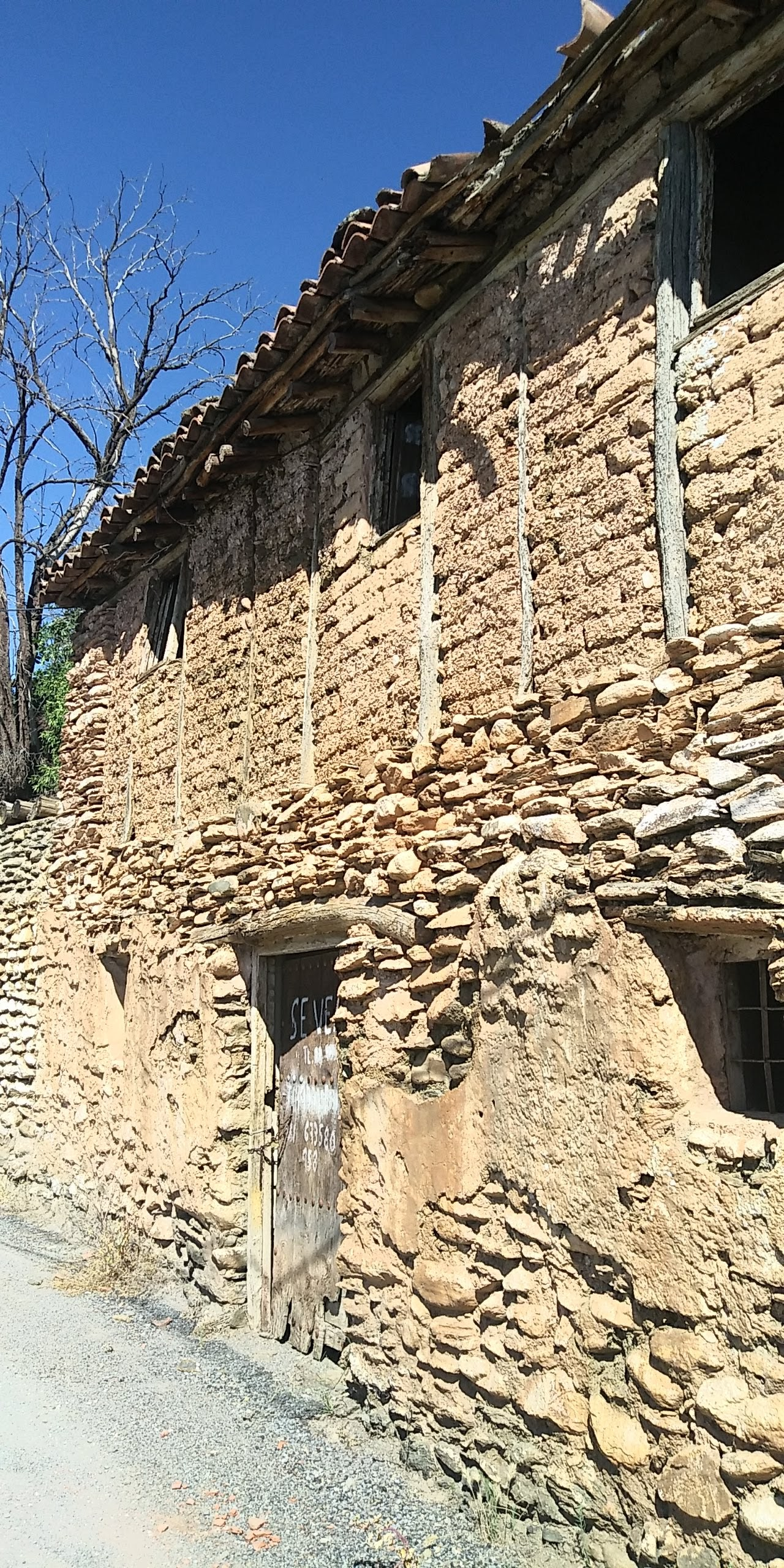
Casas de piedra y adobe

### Fiestas
Entre las fiestas tradicionales de Jérez del Marquesado destacan los chiscos de San Antón, que se celebran el 17 de enero. Esa misma noche se hacen chiscos (hogueras) por todo el pueblo en honor al santo.
El día de la Candelaria tiene lugar el 2 de febrero. Por la mañana tiene lugar la procesión y después salen a la zona llamada campo de chicharro con los productos de la matanza.
El 25 de abril, día de San Marcos, tiene lugar la procesión del santo y después los sanmarqueros del año reparten roscos de pan a las personas del pueblo.
El día del Corpus, cuya fecha es variable pero es a finales de mayo o principios de junio,se hacen altares al Señor en distintos lugares del pueblo.
La fiesta de San Juan y San Pedro tiene lugar el 24 y 29 de junio. Se realizan verbenas y hay fiesta en el ramblón.
Las fiestas de la Virgen de la Tizná se celebran del 8 al 12 de septiembre, y son las fiestas patronales. El 11 y 12 de septiembre se realizan los famosos encierros del pueblo, a los que acuden muchas personas tanto del mismo pueblo como de los alrededores.
Y por último, la Feria Ganadera, que se celebra del 24 al 27 de octubre a las afueras del pueblo. Es una cita de ganaderos para la venta y compra de ganado. En dicha feria también se expone ganado y se puede degustar la gastronomía tradicional y típica de la zona.

### Gastronomía
La historia de Jérez del Marquesado ha dado como resultado una amplia gama de comidas típicas, entre las cuales son de resaltar las migas de pan acompañadas de fruta fresca. El rin-ran de bacalao, las gachas de harina de maíz, o el empedrao, entre otros. Postres como la leche frita o los pestiños. Y licores como la mistela, hecha con zumo de uva, aguardiente y especias de la zona.

### Turismo y naturaleza
Los atractivos de Jérez del Marquesado no se reducen a su casco urbano. Su situación al pie de Sierra Nevada y el parque nacional del mismo nombre ofrece al visitante la posibilidad de realizar multitud de actividades: desde subidas al Picón de Jérez, que, con sus más de 3000 m de altitud es la cumbre de la comarca, hasta senderismo por sus castañares, todo ello favorecido por una oferta de alojamientos y establecimientos de restauración.